# Ponsampère
Ponsampère är en kommun i departementet Gers i regionen Occitanien i sydvästra Frankrike. Kommunen ligger i kantonen Mirande som tillhör arrondissementet Mirande. År 2022 hade Ponsampère 97 invånare.

## Befolkningsutveckling
Antalet invånare i kommunen Ponsampère
Referens:INSEE